# Sokoły (gromada)
Sokoły – dawna gromada, czyli najmniejsza jednostka podziału terytorialnego Polskiej Rzeczypospolitej Ludowej w latach 1954–1972.
Gromady, z gromadzkimi radami narodowymi (GRN) jako organami władzy najniższego stopnia na wsi, funkcjonowały od reformy reorganizującej administrację wiejską przeprowadzonej jesienią 1954 do momentu ich zniesienia z dniem 1 stycznia 1973, tym samym wypierając organizację gminną w latach 1954–1972.
Gromadę Sokoły z siedzibą GRN w Sokołach utworzono – jako jedną z 8759 gromad – w powiecie wysokomazowieckim w woj. białostockim, na mocy uchwały nr 24/V WRN w Białymstoku z dnia 4 października 1954. W skład jednostki weszły obszary dotychczasowych gromad Sokoły, Idźki Wykno, Idźki Młynowskie, Idźki Średnie, Kruszewo Wypychy, Kruszewo Brodowo, Kruszewo Głąby, Perki Bujenki, Perki Franki, Roszki Leśne, Roszki Chszczony i Roszki Sączki ze zniesionej gminy Sokoły w tymże powiecie. Dla gromady ustalono 23 członków gromadzkiej rady narodowej.
13 listopada 1954 roku gromada weszła w skład nowo utworzonego powiatu łapskiego.
1 stycznia 1969 do gromady Sokoły przyłączono obszar zniesionej gromady Truskolasy-Lachy.
Gromada przetrwała do końca 1972 roku, czyli do kolejnej reformy gminnej. Z dniem 1 stycznia 1973 roku reaktywowano gminę Sokoły.